# Werner Hoyer
Werner Hoyer (nascut el 17 de novembre del 1951 a Wuppertal) és un polític alemany, president del partit europeu dels liberals, demòcrates i reformadors i membre del Partit Democràtic Lliure (el Freie Demokratische Partei o FDP). Des del 2012 també és el president del Banc Europeu d'Inversions.